# エリグロアジサシ

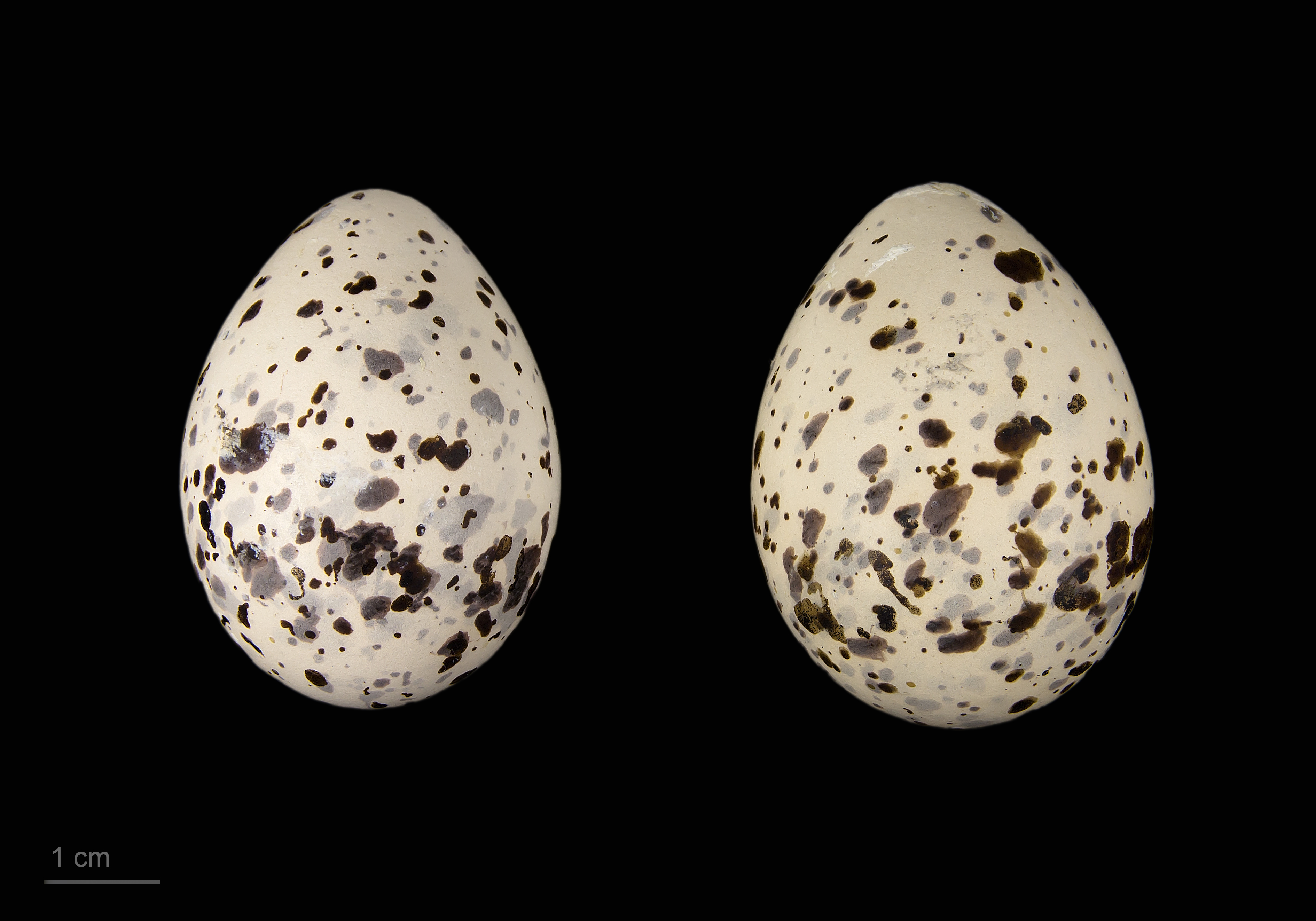
Sterna sumatrana

エリグロアジサシ（襟黒鯵刺、Sterna sumatrana）は、チドリ目カモメ科（アジサシ科とする説もあり）アジサシ属に分類される鳥類。

## 分布
インド洋、太平洋南西部、東南アジアの島々、オーストラリア北部で繁殖する。非繁殖期は周辺海域に広く分布する
日本では夏季に奄美大島以南の南西諸島に繁殖のため飛来する（夏鳥）。日本本土でも、迷行したものが稀に記録される。

## 形態
全長約30cm。全身は白い羽毛で覆われる。嘴の基部から眼を通り後頭部へ続く黒い筋模様（過眼線）が入る。左右の過眼線は後頭部で繋がる。
嘴や後肢の色彩は黒い。

## 生態
熱帯や亜熱帯域の海洋に生息する。
食性は動物食で、魚類や甲殻類等を食べる。主に海面近くを飛翔し嘴で獲物をつまみ捕食するが、飛翔しながら空中で静止（ホバリング）し空中から急降下し獲物を捕食することもある。
繁殖形態は卵生。大規模ではないものの集団繁殖地（コロニー）を形成する。日本では5-9月に海辺の岩礁や珊瑚礁に、1回に1-2個の卵を産む。雌雄交代で抱卵し、抱卵期間は約24日。雛は生後28日程で巣立つ。
鳴き声は、「グィ　グィ」。 
- 絶滅危惧II類 (VU)（環境省レッドリスト）[1]